# Diplopogon
Diplopogon  R.Br. é um género botânico pertencente à família Poaceae, subfamília Arundinoideae, tribo Amphipogoneae.
O gênero apresenta uma única espécie. Ocorre na Australásia.

## Sinônimos
- Diplogon Poir. (SUO)
- Dipogonia P.Beauv. (SUS)

## Espécie
- Diplopogon setaceus R.Br.